# スティーブン・ベイカー (アメリカンフットボール)
スティーブン・ベイカー（Stephen Baker 1964年8月30日- ）はテキサス州サンアントニオ出身のアメリカンフットボール選手。NFLのニューヨーク・ジャイアンツでプレーした。ポジションはワイドレシーバー。
カリフォルニア州立大学フレズノ校4年次の1987年1月11日に横浜スタジアムで行われた第12回ジャパンボウルに出場、第4QにUCLAのマット・スティーブンスから36ヤードのTDレシーブをした。
1987年のNFLドラフトの3巡目でニューヨーク・ジャイアンツから指名されて入団し1992年までジャイアンツ一筋でプレーした。
入団してからの3年で彼は42試合に出場したが先発出場はわずか19試合であった。この間、1988年には40回のキャッチで656ヤードを獲得、7タッチダウンをあげた。
1990年シーズンのサンフランシスコ・フォーティナイナーズとのNFCチャンピオンシップゲームでは、マット・バーの決勝FGにつながるキャッチをしている。
1991年1月27日に行われたバッファロー・ビルズとの第25回スーパーボウルでは第2Q終了14秒前にジェフ・ホステトラーからのタッチダウンパスをキャッチ、20-19での勝利に貢献しスーパーボウルリングを手に入れた。
1992年全試合に出場したが、翌1993年、ダン・リーブスがジャイアンツのヘッドコーチに就任しデンバー・ブロンコスからリーブスが連れてきたマーク・ジャクソン、新加入のマイク・シェラードとのポジション争いに敗れてチームから解雇された。
6年間で残した成績は141回のキャッチで2,587ヤードを獲得、21タッチダウンであった。
2009年9月にジャイアンツの「Alumni Man of the Year Award」に選ばれている。

## 人物
入団当時、同じ小柄のWRであるフィル・マコンキーから多くのものを得たと語っている。
彼は「タッチダウンメイカー」と呼ばれた。
彼の現役当時、WRコーチであったトム・コフリンはベイカーと同じく1987年のドラフトで指名されたWRのマーク・イングラム、オデッサ・ターナーと比較してサイズはないがスピードとクイックネスを兼ね備えていた、また第3レシーバーや控えとして起用されていても立派な態度であったと評価している。